# ヨヌーツ・ラドゥ
ヨヌーツ・ラドゥ（Ionuț Radu, 1997年5月28日 - ）は、ルーマニア・ブカレスト出身のサッカー選手。ポジションはGK。セリエA・ヴェネツィアFC所属。ルーマニア代表。
従兄弟のアンドレイ・ラドゥもサッカー選手である。

## クラブ経歴
2013年にディナモ・ブカレストからインテルナツィオナーレ・ミラノの下部組織に移った。2016年5月14日のUSサッスオーロ・カルチョ戦でセリエAデビュー。
2017年7月15日、USアヴェッリーノ1912に期限付き移籍した。
2018年6月29日、ジェノアCFCに期限付き移籍した。1年後にジェノアに買い取られた直後にインテルが再度1200万ユーロでジェノアからラドゥを買い取ったが、まもなくジェノアに再び期限付き移籍した。
インテルに戻った2021-22シーズン、4月28日行われたボローニャFC戦で先発したが、1-2で敗戦した。
2022年7月8日、USクレモネーゼに期限付き移籍した。
2023年1月25日、リーグ・アンのAJオセールに期限付き移籍した。
2023年7月27日、AFCボーンマスに期限付き移籍した。
2025年2月3日、ヴェネツィアFCに移籍した。

## 代表経歴
2019年5月、ルーマニア代表に初招集された。

## 人物
- 姉がいたが2006年に14歳で他界した。ラドゥはユースチームではユニフォームの下に、姉の写真がプリントされたTシャツを着ていた[要出典]。